# Lijst van vlaggen gebaseerd op de Britse vlag
Er zijn (en waren) een groot aantal vlaggen ter wereld, die de Britse vlag bevatten. Daar waar het (voormalige) Britse overzeese gebieden betreft, waren die vaak gebaseerd op de Britse vaandels van de eskaders die het betreffende gebied verdedigden. De achtergrondkleur van de vlaggen is dan afgeleid van de kleur van het eskader: rood, wit of blauw.

## Koninkrijk Groot-Brittannië
| Land, gebied                | Vlag                                     | Periode   | Gebruikt als           | Beschrijving                     |
| --------------------------- | ---------------------------------------- | --------- | ---------------------- | -------------------------------- |
| Koninkrijk Groot-Brittannië | Vlag van het Koninkrijk Groot-Brittannië | 1707-1800 | Nationale vlag         | zie Vlag van Groot-Brittannië    |
| Koninkrijk Groot-Brittannië | Vlag van de Royal Navy                   | 1707-1800 | Vlag van de Royal Navy | Wit vaandel, zie Britse vaandels |

## Verenigd Koninkrijk
| Land, gebied        | Vlag                                     | Periode    | Gebruikt als                                       | Beschrijving                         |
| ------------------- | ---------------------------------------- | ---------- | -------------------------------------------------- | ------------------------------------ |
| Verenigd Koninkrijk | Vlag van het Verenigd Koninkrijk         | sinds 1801 | Nationale vlag                                     | zie Vlag van het Verenigd Koninkrijk |
| Verenigd Koninkrijk | Rood vaandel, Britse handelsvlag         | sinds 1801 | ? Britse handelsvlag, marinevlag (tot 1864)        | Rood vaandel, zie Britse vaandels    |
| Verenigd Koninkrijk | Blauw vaandel, Britse staatsvlag ter zee | sinds 1801 | ? Britse staatsvlag ter zee, marinevlag (tot 1864) | Blauw vaandel, zie Britse vaandels   |
| Verenigd Koninkrijk | Wit vaandel, Britse oorlogsvlag ter zee  | sinds 1801 | ? Britse marinevlag                                | Wit vaandel, zie Britse vaandels     |
| Noord-Ierland       | Vlag van Noord-Ierland (1929-1973)       | 1929-1973  | Vlag van de regering van Noord-Ierland             | zie Vlag van Noord-Ierland           |

### Britse overzeese gebieden
| Gebied                                         | Vlag                                                                                   | Periode    | Gebruikt als                                                               | Beschrijving                                                |
| ---------------------------------------------- | -------------------------------------------------------------------------------------- | ---------- | -------------------------------------------------------------------------- | ----------------------------------------------------------- |
| Anguilla                                       | Vlag van Anguilla                                                                      | sinds 1990 | Vlag van Anguilla                                                          | zie Vlag van Anguilla                                       |
| Anguilla                                       | Vlag van de gouverneur van Anguilla                                                    | sinds 1990 | Vlag van de gouverneur van Anguilla                                        | zie Vlag van Anguilla                                       |
| Ascension                                      | Vlag van Ascension                                                                     | sinds 2013 | Vlag van Ascension                                                         | zie Vlag van Ascension                                      |
| Bermuda                                        | Vlag van Bermuda                                                                       | sinds 1999 | vlag van Bermuda                                                           | zie Vlag van Bermuda                                        |
| Bermuda                                        | Vlag van Bermuda (1910-1999)                                                           | 1910-1999  | vlag van Bermuda                                                           | zie Vlag van Bermuda                                        |
| Bermuda                                        | Dienstlag van Bermuda (1910-1999)                                                      | 1910-1999  | dienstvlag van Bermuda                                                     | zie Vlag van Bermuda                                        |
| Bermuda                                        | Vlag van Bermuda (1875-1910)                                                           | 1875-1910  | vlag van Bermuda                                                           | zie Vlag van Bermuda                                        |
| Bermuda                                        | Vlag van de gouverneur van Bermuda                                                     | sinds 1999 | Vlag van de gouverneur van Bermuda                                         | zie Vlag van Bermuda                                        |
| Brits Antarctisch Territorium                  | Vlag van het Brits Antarctisch Territorium                                             | sinds 1963 | Vlag van het Brits Antarctisch Territorium                                 | zie Vlag van het Brits Antarctisch Territorium              |
| Brits Antarctisch Territorium                  | Dienstlag van het Brits Antarctisch Territorium                                        | sinds 1963 | Dienstvlag van het Brits Antarctisch Territorium                           | zie Vlag van het Brits Antarctisch Territorium              |
| Brits Antarctisch Territorium                  | Vlag van de commissaris van het Brits Antarctisch Territorium                          | sinds 1962 | Vlag van de commissaris van het Brits Antarctisch Territorium              | zie Vlag van het Brits Antarctisch Territorium              |
| Brits Indische Oceaanterritorium               | Vlag van het Brits Indische Oceaanterritorium                                          | sinds 1990 | Vlag van het Brits Indische Oceaanterritorium                              | zie Vlag van het Brits Indische Oceaanterritorium           |
| Britse Maagdeneilanden                         | Vlag van de Britse Maagdeneilanden                                                     | sinds 1960 | Vlag van de Britse Maagdeneilanden                                         | zie Vlag van de Britse Maagdeneilanden                      |
| Britse Maagdeneilanden                         | Handelsvlag van de Britse Maagdeneilanden                                              | sinds 1960 | Handelsvlag van de Britse Maagdeneilanden                                  | zie Vlag van de Britse Maagdeneilanden                      |
| Britse Maagdeneilanden                         | Vlag van de gouverneur van de Britse Maagdeneilanden                                   | sinds 1971 | Vlag van de gouverneur van de Britse Maagdeneilanden                       | zie Vlag van de Britse Maagdeneilanden                      |
| Falklandeilanden                               | Vlag van de Falklandeilanden                                                           | sinds 1999 | Vlag van de Falklandeilanden                                               | zie Vlag van de Falklandeilanden                            |
| Falklandeilanden                               | Handelsvlag van de Falklandeilanden                                                    | sinds 1999 | Handelsvlag van de Falklandeilanden                                        | zie Vlag van de Falklandeilanden                            |
| Falklandeilanden                               | Vlag van de Falklandeilanden (1948-1999)                                               | 1948-1999  | Vlag van de Falklandeilanden                                               | zie Vlag van de Falklandeilanden                            |
| Falklandeilanden                               | Handelsvlag van de Falklandeilanden (1948-1999)                                        | 1948-1999  | Handelsvlag van de Falklandeilanden                                        | zie Vlag van de Falklandeilanden                            |
| Falklandeilanden                               | Vlag van de Falklandeilanden (1925–1948)                                               | 1925–1948  | Vlag van de Falklandeilanden                                               | zie Vlag van de Falklandeilanden                            |
| Falklandeilanden                               | Vlag van de Falklandeilanden (1876–1925)                                               | 1876–1925  | Vlag van de Falklandeilanden                                               | zie Vlag van de Falklandeilanden                            |
| Falklandeilanden                               | Vlag van de gouverneur van de Falklandeilanden                                         | sinds 1948 | Vlag van de gouverneur van de Falklandeilanden                             | zie Vlag van de Falklandeilanden                            |
| Gibraltar                                      | Dienstvlag van Gibraltar                                                               | sinds 1921 | Dienstvlag van Gibraltar                                                   | zie Vlag van Gibraltar                                      |
| Gibraltar                                      | Dienstvlag van Gibraltar (1975-1921)                                                   | 1875-1921  | Dienstvlag van Gibraltar                                                   | zie Vlag van Gibraltar                                      |
| Gibraltar                                      |                                                                                        | sinds 1998 | Dienstvlag van Gibraltar ter zee                                           | zie Vlag van Gibraltar                                      |
| Gibraltar                                      | Vlag van de gouverneur van Gibraltar                                                   | tot 2011   | Vlag van de gouverneur van Gibraltar                                       | zie Vlag van Gibraltar                                      |
| Kaaimaneilanden                                | Vlag van de Kaaimaneilanden                                                            | sinds 1999 | Vlag van de Kaaimaneilanden                                                | zie Vlag van de Kaaimaneilanden                             |
| Kaaimaneilanden                                | Handelsvlag van de Kaaimaneilanden                                                     | sinds 1999 | Handelsvlag van de Kaaimaneilanden                                         | zie Vlag van de Kaaimaneilanden                             |
| Kaaimaneilanden                                | Vlag van de Kaaimaneilanden (1959-1999)                                                | 1959-1999  | Vlag van de Kaaimaneilanden                                                | zie Vlag van de Kaaimaneilanden                             |
| Kaaimaneilanden                                | Handelsvlag van de Kaaimaneilanden (1959-1999)                                         | 1959-1999  | Handelsvlag van de Kaaimaneilanden                                         | zie Vlag van de Kaaimaneilanden                             |
| Kaaimaneilanden                                | Vlag van de gouverneur van de Kaaimaneilanden                                          | sinds 1971 | Vlag van de gouverneur van de Kaaimaneilanden                              | zie Vlag van de Kaaimaneilanden                             |
| Montserrat                                     | Vlag van Montserrat                                                                    | sinds 1909 | Vlag van Montserrat                                                        | zie Vlag van Montserrat                                     |
| Montserrat                                     | Vlag van de gouverneur van Montserrat                                                  | tot 2011   | Vlag van de gouverneur van Montserrat                                      | zie Vlag van Montserrat                                     |
| Pitcairneilanden                               | Vlag van de Pitcairneilanden                                                           | sinds 1984 | Vlag van de Pitcairneilanden                                               | zie Vlag van de Pitcairneilanden                            |
| Pitcairneilanden                               | Vlag van de gouverneur van de Pitcairneilanden                                         | tot 2011   | Vlag van de gouverneur van de Pitcairneilanden                             | zie Vlag van de Pitcairneilanden                            |
| Sint-Helena, Ascension en Tristan da Cunha     | Vlag van de gouverneur van Sint-Helena, Ascension en Tristan da Cunha                  | tot 2011   | Vlag van de gouverneur van Sint-Helena, Ascension en Tristan da Cunha      | zie Vlag van Sint-Helena                                    |
| Sint-Helena                                    | Vlag van Sint-Helena                                                                   | sinds 1984 | Vlag van Sint-Helena                                                       | zie Vlag van Sint-Helena                                    |
| Sint-Helena                                    | Vlag van Sint-Helena (1874–1984)                                                       | 1874-1984  | Vlag van Sint-Helena                                                       | zie Vlag van Sint-Helena                                    |
| Sint-Helena                                    | Vlag van de gouverneur van de Sint-Helena                                              | sinds 2011 | Vlag van de gouverneur van Sint-Helena                                     | zie Vlag van Sint-Helena                                    |
| Tristan da Cunha                               | Vlag van Tristan da Cunha                                                              | sinds 2002 | Vlag van Tristan da Cunha                                                  | zie Vlag van Tristan da Cunha                               |
| Tristan da Cunha                               | Vlag van de administrator van Tristan da Cunha                                         | sinds 2002 | Vlag van de administrator van Tristan da Cunha                             | zie Vlag van Tristan da Cunha                               |
| Turks- en Caicoseilanden                       | Vlag van de Turks- en Caicoseilanden                                                   | sinds 1999 | Vlag van de Turks- en Caicoseilanden                                       | zie Vlag van de Turks- en Caicoseilanden                    |
| Turks- en Caicoseilanden                       | Handelvlag van de Turks- en Caicoseilanden                                             | sinds 1999 | Handelsvlag van de Turks- en Caicoseilanden                                | zie Vlag van de Turks- en Caicoseilanden                    |
| Turks- en Caicoseilanden                       | Vlag van de Turks- en Caicoseilanden (1968–1999)                                       | 1968-1999  | Vlag van de Turks- en Caicoseilanden                                       | zie Vlag van de Turks- en Caicoseilanden                    |
| Turks- en Caicoseilanden                       | Vlag van de Turks- en Caicoseilanden (1889–1968)                                       | 1889–1968  | Vlag van de Turks- en Caicoseilanden                                       | zie Vlag van de Turks- en Caicoseilanden                    |
| Turks- en Caicoseilanden                       | Vlag van de gouverneur van de Turks- en Caicoseilanden                                 | sinds 1968 | Vlag van de gouverneur van de Turks- en Caicoseilanden                     | zie Vlag van de Turks- en Caicoseilanden                    |
| Zuid-Georgia en de Zuidelijke Sandwicheilanden | Vlag van Zuid-Georgia en de Zuidelijke Sandwicheilanden                                | sinds 1999 | Vlag van Zuid-Georgia en de Zuidelijke Sandwicheilanden                    | zie Vlag van Zuid-Georgia en de Zuidelijke Sandwicheilanden |
| Zuid-Georgia en de Zuidelijke Sandwicheilanden | Vlag van Zuid-Georgia en de Zuidelijke Sandwicheilanden (1992-1999)                    | 1992-1999  | Vlag van Zuid-Georgia en de Zuidelijke Sandwicheilanden                    | zie Vlag van Zuid-Georgia en de Zuidelijke Sandwicheilanden |
| Zuid-Georgia en de Zuidelijke Sandwicheilanden | Vlag van de commissaris van Zuid-Georgia en de Zuidelijke Sandwicheilanden             | sinds 1999 | Vlag van de commissaris van Zuid-Georgia en de Zuidelijke Sandwicheilanden | zie Vlag van Zuid-Georgia en de Zuidelijke Sandwicheilanden |
| Zuid-Georgia en de Zuidelijke Sandwicheilanden | Vlag van de commissaris van Zuid-Georgia en de Zuidelijke Sandwicheilanden (1992–1999) | 1992-1999  | Vlag van de commissaris van Zuid-Georgia en de Zuidelijke Sandwicheilanden | zie Vlag van Zuid-Georgia en de Zuidelijke Sandwicheilanden |

### Voormalige Britse koloniën

#### Afrika
| Gebied                                | Vlag                                                      | Periode             | Gebruikt als                                       | Beschrijving                                        |
| ------------------------------------- | --------------------------------------------------------- | ------------------- | -------------------------------------------------- | --------------------------------------------------- |
| Anglo-Egyptisch Soedan                | Vlag van Anglo-Egyptisch Soedan                           | 1922-1956           | Vlag van Anglo-Egyptisch Soedan                    | zie Vlag van Soedan                                 |
| Anglo-Egyptisch Soedan                | Vlag van de gouverneur van Anglo-Egyptisch Soedan         | 1899-1956           | Vlag van de gouverneur van Anglo-Egyptisch Soedan  | zie Vlag van Soedan                                 |
| Kolonie Basutoland                    | (onofficiële) vlag van Basutoland                         | 1884-1966           | (onofficiële) vlag van Basutoland                  | zie Vlag van Lesotho                                |
| Dominion Mauritius                    | Vlag van het dominion Mauritius                           | 1906-1923           | Vlag van het dominion Mauritius                    | zie Vlag van Mauritius                              |
| Dominion Mauritius                    | Vlag van het dominion Mauritius                           | 1923-1968           | Vlag van het dominion Mauritius                    | zie Vlag van Mauritius                              |
| Dominion Mauritius                    | Vlag van de gouverneur van Mauritius                      | 1906-1968           | Vlag van de gouverneur van Mauritius               | zie Vlag van Mauritius                              |
| Brits-Kameroen                        | Koloniale vlag van Brits-Kameroen                         | 1922-1961           | Koloniale vlag van Brits-Kameroen                  | zie Vlag van Kameroen                               |
| Brits-Somaliland                      | Koloniale vlag van Brits Somaliland (1903–1950)           | 1903-1950           | Koloniale vlag van Brits-Somaliland                | zie Vlag van Somaliland                             |
| Brits-Somaliland                      | Koloniale vlag van Brits Somaliland (1950–1952)           | 1950-1952           | Koloniale vlag van Brits-Somaliland                | zie Vlag van Somaliland                             |
| Brits-Somaliland                      | Koloniale vlag van Brits Somaliland (1952–1960)           | 1952-1960           | Koloniale vlag van Brits-Somaliland                | zie Vlag van Somaliland                             |
| Noord-Rhodesië                        | Koloniale vlag van Noord-Rhodesia                         | 1924-1953 1963-1964 | Koloniale vlag van Noord-Rhodesia                  | zie Vlag van Noord-Rhodesië                         |
| Zuid-Rhodesië                         | Koloniale vlag van Zuid-Rhodesia                          | 1923-1953           | Koloniale vlag van Zuid-Rhodesia                   | zie Vlag van Zuid-Rhodesia                          |
| Zuid-Rhodesië                         | Koloniale vlag van Zuid-Rhodesia                          | 1964-1968 1979-1980 | Koloniale vlag van Zuid-Rhodesia                   | zie Vlag van Zuid-Rhodesia                          |
| Federatie van Rhodesië en Nyasaland   | Koloniale vlag van de Federatie van Rhodesië en Nyasaland | 1953-1963           | Koloniale vlag van Brits Centraal-Afrika           | zie Vlag van de Federatie van Rhodesië en Nyasaland |
| Protectoraat Oeganda                  | Koloniale vlag van Brits-Oeganda                          | 1914-1962           | Koloniale vlag van Brits-Oeganda                   | zie Vlag van Oeganda                                |
| Brits Centraal-Afrikaans Protectoraat | Koloniale vlag van Nyasaland                              | 1893-1914           | Vlag van het Brits Centraal-Afrikaans Protectoraat | zie Vlag van Malawi                                 |
| Protectoraat Nyasaland                | Koloniale vlag van Nyasaland                              | 1914-1919           | Koloniale vlag van Nyasaland                       | zie Vlag van Malawi                                 |
| Protectoraat Nyasaland                | Koloniale vlag van Nyasaland                              | 1919-1925           | Koloniale vlag van Nyasaland                       | zie Vlag van Malawi                                 |
| Protectoraat Nyasaland                | Koloniale vlag van Nyasaland                              | 1925-1964           | Koloniale vlag van Nyasaland                       | zie Vlag van Malawi                                 |
| Protectoraat Nyasaland                | Vlag van de gouverneur van Nyasaland                      | 1914-1925           | Vlag van de gouverneur van Nyasaland               | zie Vlag van Malawi                                 |
| Tanzania                              |                                                           |                     |                                                    |                                                     |
| Tanganyika                            | Vlag van het mandaatgebied Tanganyika                     | 1923-1961           | Vlag van het mandaatgebied Tanganyika              | zie Vlag van Tanzania                               |
| Zanzibar                              | Vlag van de gouverneur van Zanzibar                       | 1955-1963           | Vlag van de gouverneur van Zanzibar                | zie Vlag van Zanzibar                               |
| Brits-West-Afrika                     |                                                           |                     |                                                    |                                                     |
| Brits-West-Afrika                     | Koloniale vlag van Brist-West-Afrika                      | 1821-1888           | Vlag van Brits-West-Afrika                         |                                                     |
| Brits-West-Afrika                     | Vlag van de gouverneur van Brist-West-Afrika              | 1821-1888           | Vlag van de gouverneur van Brits-West-Afrika       |                                                     |
| Kolonie en Protectoraat Gambia        | Koloniale vlag van Gambia                                 | 1888-1965           | Koloniale vlag van Gambia                          | zie Vlag van Gambia                                 |
| Kolonie en Protectoraat Gambia        | Vlag van de gouverneur van Gambia                         | 1888-1965           | Vlag van de gouverneur van Gambia                  | zie Vlag van Gambia                                 |
| Britse Goudkust                       | Koloniale vlag van de Britse Goudkust (1877-1957)         | 1877-1957           | Koloniale vlag van de Britse Goudkust              | zie Vlag van Ghana                                  |
| Protectoraat Sierra Leone             | vlag van het Protectoraat Sierra Leone                    | 1899-1914           | vlag van het Protectoraat Sierra Leone             | zie Vlag van Sierra Leone                           |
| Protectoraat Sierra Leone             | vlag van het Protectoraat Sierra Leone                    | 1916-1961           | vlag van het Protectoraat Sierra Leone             | zie Vlag van Sierra Leone                           |
| Protectoraat Sierra Leone             | Vlag van de gouverneur van Sierra Leone                   | 1916-1961           | Vlag van de gouverneur van Sierra Leone            | zie Vlag van Sierra Leone                           |
| Nigeria                               |                                                           |                     |                                                    |                                                     |
| Kolonie Lagos                         | Vlag van de Kolonie Lagos                                 | 1888-1906           | Vlag van de Kolonie Lagos\|                        | zie Vlag van Lagos                                  |
| Protectoraat Zuid-Nigeria             | Vlag van het Protectoraat Zuid-Nigeria                    | 1900-1914           | Vlag van het Protectoraat Zuid-Nigeria             | zie Vlag van Nigeria                                |
| Protectoraat Noord-Nigeria            | Vlag van het Protectoraat Noord-Nigeria                   | 1900-1914           | Vlag van het Protectoraat Noord-Nigeria            | zie Vlag van Nigeria                                |
| Kolonie en Protectoraat Nigeria       | Koloniale vlag van Nigeria                                | 1914-1960           | Koloniale vlag van Nigeria                         | zie Vlag van Nigeria                                |
| Kenia                                 |                                                           |                     |                                                    |                                                     |
| Brits Oost-Afrika                     | Koloniale vlag van Brits-Oost-Afrika                      | 1895-1920           | Vlag van de Kroonkolonie Kenia                     | zie Vlag van Kenia                                  |
| Witu-protectoraat                     | Koloniale vlag van het Witu-protectoraat                  | 1893-1920           | Koloniale vlag van het Witu-protectoraat           | zie Vlag van Witu-Protectoraat                      |
| Kolonie en Protectoraat Kenia         | Vlag van de Kroonkolonie Kenia                            | 1921-1963           | Vlag van de Kroonkolonie Kenia                     | zie Vlag van Kenia                                  |
| Zuid-Afrika                           |                                                           |                     |                                                    |                                                     |
| Britse Kaapkolonie                    | Koloniale vlag van de Britse Kaapkolonie                  | 1795-1910           | Koloniale vlag van de Britse Kaapkolonie           | zie Vlag van de Britse Kaapkolonie                  |
| Natal Kolonie                         | Koloniale vlag van Natal                                  | 1843-1910           | Koloniale vlag van Natal                           | zie Vlag van Natal                                  |
| Oranjerivierkolonie                   | Koloniale vlag van Oranjerivierkolonie                    | 1900-1910           | Koloniale vlag van de Oranjerivierkolonie          | zie Vlag van de Oranjerivierkolonie                 |
| Transvaalkolonie                      | Koloniale vlag van Transvaal                              | 1900-1910           | Koloniale vlag van Transvaal                       | zie Vlag van Transvaal                              |
| Unie van Zuid-Afrika (dominion)       | Vlag van de Unie van Zuid-Afrika                          | 1910-1912           | Vlag van de Unie van Zuid-Afrika                   | zie Vlag van de Unie van Zuid-Afrika                |
| Unie van Zuid-Afrika (dominion)       | Vlag van de Unie van Zuid-Afrika                          | 1912-1928           | Vlag van de Unie van Zuid-Afrika                   | zie Vlag van de Unie van Zuid-Afrika                |
| Unie van Zuid-Afrika (dominion)       | Vlag van de Unie van Zuid-Afrika                          | 1928-1961           | Vlag van de Unie van Zuid-Afrika                   | zie Vlag van de Unie van Zuid-Afrika                |

#### Amerika
| Gebied                         | Vlag                                                | Periode   | Gebruikt als                                        | Beschrijving                                  |
| ------------------------------ | --------------------------------------------------- | --------- | --------------------------------------------------- | --------------------------------------------- |
| Antigua en Barbuda             |                                                     | 1956-1962 | Koloniale vlag van Antigua en Barbuda               | zie Vlag van Antigua en Barbuda               |
| Antigua en Barbuda             |                                                     | 1962-1967 | Koloniale vlag van Antigua en Barbuda               | zie Vlag van Antigua en Barbuda               |
| Antigua en Barbuda             | Vlag van de gouverneur van Antigua en Barbuda       | 1956-1981 | Vlag van de gouverneur van Antigua en Barbuda       | zie Vlag van Antigua en Barbuda               |
| Bahama's                       | Koloniale vlag van de Bahama's                      | 1869-1904 | Koloniale vlag van de Bahama's                      | zie Vlag van de Bahama's                      |
| Bahama's                       | Koloniale vlag van de Bahama's                      | 1904-1923 | Koloniale vlag van de Bahama's                      | Zie Vlag van de Bahama's                      |
| Bahama's                       | Koloniale vlag van de Bahama's                      | 1923-1953 | Koloniale vlag van de Bahama's                      | zie Vlag van de Bahama's                      |
| Bahama's                       | Koloniale vlag van de Bahama's                      | 1953-1964 | Koloniale vlag van de Bahama's                      | zie Vlag van de Bahama's                      |
| Bahama's                       | Koloniale vlag van de Bahama's                      | 1964-1973 | Koloniale vlag van de Bahama's                      | zie Vlag van de Bahama's                      |
| Barbados                       | Koloniale vlag van Barbados (1885-1958)             | 1870-1966 | Koloniale vlag van Barbados                         | zie Vlag van Barbados                         |
| Brits-Guiana                   | Koloniale vlag van Brits-Guiana (1955-1966)         | 1955-1966 | Koloniale vlag van Brits-Guiana                     | zie Vlag van Guyana                           |
| Brits-Guiana                   | Koloniale vlag van Brits-Guiana (1919-1955)         | 1919-1955 | Koloniale vlag van Brits-Guiana                     | zie Vlag van Guyana                           |
| Brits-Guiana                   | Koloniale vlag van Brits-Guiana (1906-1919)         | 1906-1919 | Koloniale vlag van Brits-Guiana                     | zie Vlag van Guyana                           |
| Brits-Guiana                   | Koloniale vlag van Brits-Guiana (1875-1906)         | 1875-1906 | Koloniale vlag van Brits-Guiana                     | zie Vlag van Guyana                           |
| Brits-Honduras                 | Koloniale van Brits-Honduras                        | 1870-1919 | Koloniale vlag van Brits-Honduras                   | zie Vlag van Belize                           |
| Brits-Honduras                 | Koloniale van Brits-Honduras                        | 1919-1981 | Koloniale vlag van Brits-Honduras                   | zie Vlag van Belize                           |
| Britse Benedenwindse Eilanden  | Koloniale vlag van de Britse Benedenwindse Eilanden | 1871-1956 | Koloniale vlag van de Britse Benedenwindse Eilanden | zie Vlag van de Britse Benedenwindse Eilanden |
| Britse Bovenwindse Eilanden    | Koloniale vlag van de Britse Bovenwindse Eilanden   | 1903-1958 | Koloniale vlag van de Britse Bovenwindse Eilanden   | zie Vlag van de Britse Bovenwindse Eilanden   |
| Dominica                       |                                                     | 1955-1965 | Koloniale vlag van Dominica                         | zie Vlag van Dominica                         |
| Dominica                       |                                                     | 1965-1978 | Koloniale vlag van Dominica                         | zie Vlag van Dominica                         |
| Jamaica                        | Koloniale vlag van Jamaica(1875-1906)               | 1875-1906 | Koloniale vlag van Jamaica                          | zie Vlag van Jamaica                          |
| Jamaica                        | Koloniale vlag van Jamaica(1906-1957)               | 1906-1957 | Koloniale vlag van Jamaica                          | zie Vlag van Jamaica                          |
| Jamaica                        | Koloniale vlag van Jamaica(1957-1962)               | 1957-1962 | Koloniale vlag van Jamaica                          | zie Vlag van Jamaica                          |
| Jamaica                        | Koloniale vlag van Jamaica(1962)                    | 1962      | Koloniale vlag van Jamaica                          | zie Vlag van Jamaica                          |
| Miskitokust                    | Vlag van de Miskitokust                             | 1824-1860 | Vlag van de Miskitokust                             | zie Vlag van de Miskitokust                   |
| Saint Lucia                    |                                                     | 1875-1939 | Koloniale vlag van Saint Lucia                      | zie Vlag van Saint Lucia                      |
| Saint Lucia                    |                                                     | 1939-1967 | Koloniale vlag van Saint Lucia                      | zie Vlag van Saint Lucia                      |
| Saint Vincent en de Grenadines | Vlag van Saint Vincent en de Grenadines             | 1877-1907 | Vlag van Saint Vincent en de Grenadines             | zie Vlag van Saint Vincent en de Grenadines   |
| Saint Vincent en de Grenadines | Vlag van Saint Vincent en de Grenadines             | 1907-1979 | Vlag van Saint Vincent en de Grenadines             | zie Vlag van Saint Vincent en de Grenadines   |
| Trinidad en Tobago             | Koloniale vlag van Trinidad en Tobago               | 1889-1958 | Koloniale vlag van Trinidad en Tobago               | zie Vlag van Trinidad en Tobago               |
| Trinidad en Tobago             | Koloniale vlag van Trinidad en Tobago               | 1958-1962 | Koloniale vlag van Trinidad en Tobago               | zie Vlag van Trinidad en Tobago               |

#### Azië
| Vlag                       | Land, gebied                                                 | Periode   | Gebruikt als                                     | Beschrijving                               |
| -------------------------- | ------------------------------------------------------------ | --------- | ------------------------------------------------ | ------------------------------------------ |
| Kolonie Aden               | Koloniale vlag van Aden                                      | 1937-1963 | Koloniale vlag van Aden                          | zie Vlag van Aden                          |
| Birma                      | Koloniale vlag van Birma                                     | 1937-1948 | Koloniale vlag Birma                             | zie Vlag van Myanmar                       |
| Brits-Ceylon               | Koloniale vlag van Brits Ceylon                              | 1875-1948 | Koloniale vlag van Brits Ceylon                  | zie Vlag van Ceylon                        |
| Hongkong                   | Koloniale vlag van Hongkong (1871-1876)                      | 1871-1876 | Koloniale vlag van Hongkong                      | zie Vlag van Hongkong                      |
| Hongkong                   | Koloniale vlag van Hongkong (1876-1955)                      | 1876-1955 | Koloniale vlag van Hongkong                      | zie Vlag van Hongkong                      |
| Hongkong                   | Koloniale vlag van Hongkong (1955-1959)                      | 1955-1959 | Koloniale vlag van Hongkong                      | zie Vlag van Hongkong                      |
| Hongkong                   | Koloniale vlag van Hongkong (1959-1997)                      | 1959-1997 | Koloniale vlag van Hongkong                      | zie Vlag van Hongkong                      |
| Brits-Indië                | Koloniale vlag van Brits-Indië (1880-1947)                   | 1880-1947 | Koloniale vlag van Brits-Indië                   | zie Vlag van India                         |
| Brits-Indië                | Dienstvlag ter zee van Brits-Indië (1880-1947)               | 1879-1947 | Dienstvlag ter zee van Brits-Indië               | zie Vlag van India                         |
| Brits-Indië                | Vlag van de gouverneur van Brits-Indië (1880-1947)           | 1885-1947 | Vlag van de gouverneur van Brits-Indië           | zie Vlag van India                         |
| Mandaatgebied Palestina    | Vlag van het Brits Mandaatgebied Palestina                   | 1927-1948 | Vlag van het Brits Mandaatgebied Palestina       | zie Vlag van het Mandaatgebied Palestina   |
| Kolonie Weihai             | Vlag van de Kolonie Weihai                                   | 1903-1930 | Vlag van de Kolonie Weihai                       |                                            |
| Britse Straits Settlements | Koloniale vlag van de Britse Straits Settlements (1868-1874) | 1868-1874 | Koloniale vlag van de Britse Straits Settlements | zie Vlag van de Britse Straits Settlements |
| Britse Straits Settlements | Koloniale vlag van de Britse Straits Settlements             | 1874-1925 | Koloniale vlag van de Britse Straits Settlements | zie Vlag van de Britse Straits Settlements |
| Britse Straits Settlements | Koloniale vlag van de Britse Straits Settlements             | 1925-1946 | Koloniale vlag van de Britse Straits Settlements | zie Vlag van de Britse Straits Settlements |
| Kroonkolonie Singapore     | Vlag van de Kroonkolonie Singapore                           | 1946-1952 | Vlag van de Kroonkolonie Singapore               | zie Vlag van Singapore                     |
| Kroonkolonie Singapore     | Vlag van de Kroonkolonie Singapore                           | 1952-1959 | Vlag van de Kroonkolonie Singapore               | zie Vlag van Singapore                     |
| Noord-Borneo               | Koloniale vlag van Noord-Borneo                              | 1902-1948 | Koloniale vlag van Noord-Borneo                  | zie Vlag van Noord-Borneo                  |
| Noord-Borneo               | Koloniale vlag van Noord-Borneo                              | 1948-1963 | Koloniale vlag van Noord-Borneo                  | zie Vlag van Noord-Borneo                  |
| Kroonkolonie Sarawak       | Vlag van de Kroonkolonie Sarawak                             | 1946-1963 | Vlag van de Kroonkolonie Sarawak                 | zie Vlag van Sarawak                       |

#### Europa
| Land, gebied                              | Vlag                                                  | Periode   | Gebruikt als                                          | Beschrijving                                              |
| ----------------------------------------- | ----------------------------------------------------- | --------- | ----------------------------------------------------- | --------------------------------------------------------- |
| Brits-Helgoland                           | Vlag van Brits-Helgoland                              | 1807-1890 | Vlag van Brits-Helgoland                              | zie Vlag van Helgoland                                    |
| Kroonkolonie Cyprus                       | Vlag van de Kroonkolonie Cyprus (1881–1922)           | 1881-1922 | Vlag van de Kroonkolonie Cyprus                       | zie Vlag van Cyprus                                       |
| Kroonkolonie Cyprus                       | Vlag van de Kroonkolonie Cyprus                       | 1922-1960 | Vlag van de Kroonkolonie Cyprus                       | zie Vlag van Cyprus                                       |
| Verenigde Staten van de Ionische Eilanden | Vlag van de Verenigde Staten van de Ionische Eilanden | 1814-1864 | Vlag van de Verenigde Staten van de Ionische Eilanden | zie Vlag van de Verenigde Staten van de Ionische Eilanden |
| Kroonkolonie Malta                        | Vlag van de Kroonkolonie Malta                        | 1814-1875 | Vlag van de Kroonkolonie Malta                        | zie Vlag van Malta                                        |
| Kroonkolonie Malta                        | Vlag van de Kroonkolonie Malta                        | 1875-1898 | Vlag van de Kroonkolonie Malta                        | zie Vlag van Malta                                        |
| Kroonkolonie Malta                        | Vlag van de Kroonkolonie Malta                        | 1898-1923 | Vlag van de Kroonkolonie Malta                        | zie Vlag van Malta                                        |
| Kroonkolonie Malta                        | Vlag van de Kroonkolonie Malta                        | 1923-1943 | Vlag van de Kroonkolonie Malta                        | zie Vlag van Malta                                        |
| Kroonkolonie Malta                        | Vlag van de Kroonkolonie Malta                        | 1943-1964 | Vlag van de Kroonkolonie Malta                        | zie Vlag van Malta                                        |
| Kroonkolonie Malta                        | Vlag van de Gouverneur van de Kroonkolonie Malta      | 1875-1898 | Vlag van de Gouverneur van de Kroonkolonie Malta      | zie Vlag van Malta                                        |
| Kroonkolonie Malta                        | Vlag van de Gouverneur van de Kroonkolonie Malta      | 1898-1943 | Vlag van de Gouverneur van de Kroonkolonie Malta      | zie Vlag van Malta                                        |
| Kroonkolonie Malta                        | Vlag van de Gouverneur van de Kroonkolonie Malta      | 1943-1964 | Vlag van de Gouverneur van de Kroonkolonie Malta      | zie Vlag van Malta                                        |

#### Oceanië
| Land, gebied             | Vlag                                            | Periode             | Gebruikt als                          | Beschrijving                              |
| ------------------------ | ----------------------------------------------- | ------------------- | ------------------------------------- | ----------------------------------------- |
| Nieuwe Hebriden          | Koloniale vlag van de Nieuwe Hebriden           | 1953-1980           | Koloniale vlag de Nieuwe Hebriden     | zie Vlag van de Nieuwe Hebriden           |
| Territorium Nieuw-Guinea | Vlag van het Territorium Nieuw-Guinea           | 1920-1942 1945-1949 | Vlag van het Territorium Nieuw-Guinea | zie Vlag van het Territorium Nieuw-Guinea |
| Territorium Papoea       | Vlag van het Territorium Papoea                 | 1906-1949           | Vlag van het Territorium Papoea       | zie Vlag van het Territorium Papoea       |
| Mandaatgebied West-Samoa | Vlag van het Mandaatgebied West-Samoa           | 1920-1962           | Vlag van het Mandaatgebied West-Samoa | zie Vlag van Samoa                        |
| Britse Salomonseilanden  | Vlag van de Britse Salomonseilanden (1906–1947) | 1906-1947           | Vlag van de Britse Salomonseilanden   | zie Vlag van de Salomonseilanden          |
| Britse Salomonseilanden  | Vlag van de Britse Salomonseilanden (1947–1956) | 1947–1956           | Vlag van de Britse Salomonseilanden   | zie Vlag van de Salomonseilanden          |
| Britse Salomonseilanden  | Vlag van de Britse Salomonseilanden (1956–1966) | 1956–1966           | Vlag van de Britse Salomonseilanden   | zie Vlag van de Salomonseilanden          |
| Britse Salomonseilanden  | Vlag van de Britse Salomonseilanden (1966–1977) | 1966–1977           | Vlag van de Britse Salomonseilanden   | zie Vlag van de Salomonseilanden          |

## Amerika
| Land, gebied             | Vlag                               | Periode    | Gebruikt als                       | Beschrijving                          |
| ------------------------ | ---------------------------------- | ---------- | ---------------------------------- | ------------------------------------- |
| Hawaï, Verenigde Staten  |                                    | sinds 1845 | Vlag van Hawaï                     | zie Vlag van Hawaï                    |
| Canada                   |                                    |            |                                    |                                       |
| Canada                   | Vlag van Canada (1868-1922)        | 1868-1922  | Nationale vlag van Canada          | zie Vlag van Canada                   |
| Canada                   | Vlag van Canada (1922-1957)        | 1922-1957  | Nationale vlag van Canada          | zie Vlag van Canada                   |
| Canada                   | Vlag van Canada (1957-1965)        | 1957-1965  | Nationale vlag van Canada          | zie Vlag van Canada                   |
| Provincie Brits-Columbia | Vlag van Brits-Columbia            | sinds 1960 | Vlag van Brits-Columbia            | zie Vlag van Brits-Columbia           |
| Provincie Manitoba       | Vlag van Manitoba                  | sinds 1965 | Vlag van Manitoba                  | zie Vlag van Manitoba                 |
| Dominion Newfoundland    | Vlag van Newfoundland              | 1907-1949  | Vlag van Newfoundland              | zie Vlag van Newfoundland en Labrador |
| Provincie Ontario        | Vlag van Ontario                   | sinds 1965 | Vlag van Ontario                   | zie Vlag van Ontario                  |
| Vancouvereiland          | Koloniale vlag van Vancouvereiland | 1849-1866  | Koloniale vlag van Vancouvereiland | zie Vlag van Vancouvereiland          |

## Oceanië
| Land, gebied                | Vlag                                                             | Periode                | Gebruikt als                                                                                            | Beschrijving |
| Australië                   | Australië                                                        | Australië              | Australië                                                                                               | Australië |
| --------------------------- | ---------------------------------------------------------------- | ---------------------- | --- | --- |
| Australië                   | Vlag van Australië 1902-1908                                     | 1902-1908              | Nationale vlag                                                                                          | zie Vlag van Australië |
| Australië                   | Vlag van Australië                                               | sinds 1908             | Nationale vlag                                                                                          | zie Vlag van Australië |
| Provincie New South Wales   | Vlag van New South Wales (1867-1870)                             | 1867-1870              | Vlag van New South Wales                                                                                | zie Vlag van New South Wales |
| Provincie New South Wales   | Vlag van New South Wales (1870-1876)                             | 1870-1876              | Vlag van New South Wales                                                                                | zie Vlag van New South Wales |
| Provincie New South Wales   | Vlag van New South Wales                                         | sinds 1876             | Vlag van New South Wales                                                                                | zie Vlag van New South Wales |
| Provincie Queensland        | Vlag van Queensland                                              | 1901-1952              | Vlag van Queensland                                                                                     | zie Vlag van Queensland |
| Provincie Queensland        | Vlag van Queensland                                              | 1876-1901, 1952-heden  | Vlag van Queensland                                                                                     | zie Vlag van Queensland |
| Provincie Tasmanië          | Vlag van Tasmanië                                                | sinds 1875             | Vlag van Tasmanië                                                                                       | De vlag van Tasmanië is een Brits blue ensign met aan de rechterkant een witte cirkel met een rode leeuw, die de band met Engeland moet symboliseren. |
| Provincie Victoria          | Vlag van Victoria                                                | sinds 1877             | Vlag van Victoria                                                                                       | De vlag van Victoria is een Brits blue ensign met aan de rechterkant die het sterrenbeeld Zuiderkruis. Boven de sterren staat de Sint-Eduardskroon. |
| Provincie West-Australië    | Vlag van West-Australië                                          | 1870-1953              | Vlag van West-Australië                                                                                 | Brits blue ensign met aan de rechterkant een zwarte zwaan in een gele cirkel. De zwaan keek weg van de hijszijde. |
| Provincie West-Australië    | Vlag van West-Australië (1870-1953)                              | sinds 1953             | Vlag van West-Australië                                                                                 | De vlag van West-Australië is een Brits blue ensign met aan de rechterkant een zwarte zwaan in een gele cirkel. De vorige versie van de vlag zag er hetzelfde uit als de huidige, maar de zwaan keek de andere kant op. Nu kijkt hij richting de hijszijde. |
| Provincie Zuid-Australië    | Vlag van Zuid-Australië                                          | sinds 1904             | Vlag van Zuid-Australië                                                                                 | De vlag van Zuid-Australië is een Brits blue ensign met aan de rechterkant een gouden cirkel met daarin een Australische ekster die zijn vleugels uitspreidt. |
| Micronatie Bumbunga         | Vlag van Bumbunga                                                | sinds 1976             | Vlag van Bumbunga                                                                                       | zie Vlag van Bumbunga |
| Fiji                        |                                                                  |                        | | |
| Fiji                        | Vlag van Fiji (1924-1970)                                        | 1924-1970              | Koloniale vlag van Fiji                                                                                 | zie Vlag van Fiji |
| Fiji                        | Vlag van Fiji                                                    | sinds 1970             | Nationale vlag van Fiji                                                                                 | zie Vlag van Fiji |
| Nieuw-Zeeland               |                                                                  |                        | | |
| Nieuw-Zeeland               | Koloniale vlag van Nieuw-Zeeland                                 | 1867-1902              | Koloniale vlag van Nieuw-Zeeland                                                                        | zie Vlag van Nieuw-Zeeland |
| Nieuw-Zeeland               | Vlag van Nieuw-Zeeland                                           | sinds 1902             | Nationale vlag van Nieuw-Zeeland                                                                        | zie Vlag van Nieuw-Zeeland |
| Nieuw-Zeeland               | Vlag van de gouverneur van Nieuw-Zeeland                         | 1869-1874              | Vlag van de gouverneur van Nieuw-Zeeland                                                                | zie Lijst van vlaggen van Nieuw-Zeeland |
| Nieuw-Zeeland               | Vlag van de gouverneur van Nieuw-Zeeland                         | 1874-1908              | Vlag van de gouverneur van Nieuw-Zeeland                                                                | zie Lijst van vlaggen van Nieuw-Zeeland |
| Cookeilanden                | Vlag van de Cookeilanden                                         | sinds 1979             | Vlag van de Cookeilanden                                                                                | zie Vlag van de Cookeilanden |
| Cookeilanden                | Vlag van afgevaardigde van de Britse Koningin op de Cookeilanden |                        | Vlag van afgevaardigde van de Britse Koningin op de Cookeilanden                                        | De basis van de vlag is een blauw Brits vaandel waar de vlag van het Verenigd Koninkrijk in het kanton staat. Deze vlag symboliseert de band met Nieuw-Zeeland en het Verenigd Koninkrijk. Aan de rechterkant staan vijftien witte sterren in een cirkel; zij symboliseren de vijftien eilanden die de Cookeilanden vormen en, als symbolen van de Hemel, het geloof in God. Het blauw in de vlag symboliseert officieel de oceaan. Zie Vlag van de Cookeilanden                   |
| Niue                        | Vlag van Niue                                                    | sinds 1975             | Vlag van Niue                                                                                           | De vlag van Niue bestaat uit een geel veld met in het kanton de vlag van het Verenigd Koninkrijk. In de Britse vlag staan vijf gele sterren; vier in elke arm van het Kruis van Sint-Joris en één in een blauwe cirken in het midden. Het is zeer ongebruikelijk dat een Brits vaandel een geel veld heeft. Zie Vlag van Niue |
| Takitimu-bevolking          | Vlag van de Takitimu                                             |                        | Vlag van de Takitimu                                                                                    | zie Lijst van vlaggen van Nieuw-Zeeland |
| Tuvalu                      |                                                                  |                        | | |
| Gilbert- en Ellice-eilanden | Koloniale vlag van de Gilbert- en Ellice-eilanden                | 1937-1979              | Koloniale vlag de Gilbert- en Ellice-eilanden; Vlag van Tuvalu 1937-1976 Vlag van de Kiribati 1937-1979 | zie Vlag van de Gilbert- en Ellice-eilanden |
| Tuvalu                      | Vlag van Tuvalu (1976-1978)                                      | 1976-1978              | Vlag van Tuvalu                                                                                         | zie Vlag van Tuvalu |
| Tuvalu                      | Vlag van Tuvalu                                                  | 1978-1995 & sinds 1997 | Vlag van Tuvalu                                                                                         | De vlag is een variant op de Britse blue ensign, met als belangrijk verschil dat een andere (lichtere) tint blauw gebruikt wordt, mogelijk als verwijzing naar de tropische wateren rondom de archipel. De negen sterren op de vlucht staan voor de negen eilanden van het archipel; de sterren op de vlag zijn zo gerangschikt dat ze de geografische ligging van de eilanden weergeven. Elke ster neemt ongeveer een twaalfde van de breedte van de vlag in. Zie Vlag van Tuvalu |

## Sportevenementen
| Gebied                                   | Vlag                 | Periode   | Gebruikt als                                                   | Beschrijving                                 |
| ---------------------------------------- | -------------------- | --------- | -------------------------------------------------------------- | -------------------------------------------- |
| Australazië (Australië en Nieuw-Zeeland) | Vlag van Australazië | 1905-1912 | Vlag van Australazië op de Olympische Zomerspelen 1908 en 1912 | zie Australazië op de Olympische Zomerspelen |

## Overige vlaggen
| Organisatie                          | Vlag                                       | Periode   | Gebruikt als                               | Beschrijving         |
| ------------------------------------ | ------------------------------------------ | --------- | ------------------------------------------ | -------------------- |
| Britse Oost-Indische Compagnie       | Vlag van de Britse Oost-Indische Compagnie | 1707-1800 | Vlag van de Britse Oost-Indische Compagnie |                      |
| Britse Oost-Indische Compagnie       | Vlag van de Britse Oost-Indische Compagnie | 1801-1858 | Vlag van de Britse Oost-Indische Compagnie |                      |
| Imperial British East Africa Company | Vlag van de British East Africa Company    | 1888-1896 | Vlag van de British East Africa Company    |                      |
| British South Africa Company         | Vlag van de British South Africa Company   | 1889-1961 | Vlag van de British South Africa Company   |                      |
| Royal Niger Company                  | Vlag van de Royal Niger Company            | 1879-1900 | Vlag van de Royal Niger Company            | zie Vlag van Nigeria |